# Karel Degraeve
Karel Degraeve (1972) is een Vlaams journalist. Hij was van 2011 tot 2012 hoofdredacteur van Focus Knack en van juli tot september 2013 tijdelijk vervangend hoofdredacteur van Humo.
Hij werkte van 2000 tot 2012 als journalist voor Focus Knack, waar hij ook hoofdredacteur van geweest is. Daarnaast werkte hij ook voor De Standaard. In 2012 stapte hij over naar Humo, waar hij aan de slag ging als adjunct-redacteur. Van 19 juli tot 23 september 2013 volgde hij Wouter Van Driessche op als hoofdredacteur van het blad. Daarna werd hij op zijn beurt opgevolgd door Danny Ilegems.